# 布里克黑文 (北卡羅萊納州)
布里克黑文（英語：Brickhaven）是位於美國北卡羅萊納州查塔姆縣的非建制地區。

## 地理
布里克黑文所處的海拔為高於海平面75米（即246英呎），而該地所採用的時區為UTC-5，即北美东部时区（EST）。同時該地設有夏令時間，為UTC-5調快一小時，即UTC-4（EDT）。